# هنري بيرس دريسكول
هنري بيرس دريسكول هو محامي كندي، ولد في 1792، وتوفي في 1869.